# Krizantusz
A Krizantusz a görög eredetű Chrysanthus férfinév magyar megfelelője. A jelentése arany + virág. Ebből a férfinévből származik a Chrysanthemum (krizantém, margitvirág) virágnév is. Női párja: Krizanta

## Gyakorisága
Az 1990-es és a 2000-es években nem volt anyakönyvezhető.

## Névnapok
- október 25.